# Unione Sportiva Battipagliese 1991-1992
Questa voce raccoglie le informazioni riguardanti  l'Unione Sportiva Battipagliese nelle competizioni ufficiali della stagione 1991-1992.

## Stagione
Seconda retrocessione consecutiva per le zebrette che, classificandosi all'ultimo posto in graduatoria, ritornano tra i Dilettanti dopo 5 anni trascorsi nel Calcio professionistico. 
Inutile l'avvicendamento in panchina Braca-Domenghini-Braca e la buona vena realizzativa del difensore Aversano, cannoniere principe della squadra con 7 reti.

## Rosa
| N. |                   | Ruolo | Calciatore           |
| -- | ----------------- | ----- | -------------------- |
|    | Italia (bandiera) | D     | Renato Aversano      |
|    | Italia (bandiera) | C     | Luciano Carafa       |
|    | Italia (bandiera) | C     | Antonio Colagiovanni |
|    | Italia (bandiera) | P     | Vincenzo Criscuolo   |
|    | Italia (bandiera) | C     | Livio Danese         |
|    | Italia (bandiera) | D     | Pietro De Matteo     |
|    | Italia (bandiera) | C     | Massimo Esposito     |
|    | Italia (bandiera) | A     | Francesco Foggia     |
|    | Italia (bandiera) | C     | Pasquale Marino      |
|    | Italia (bandiera) | C     | Salvatore Marra      |
|    | Italia (bandiera) | D     | Quatrano Federico    |

| N. |                   | Ruolo | Calciatore          |
| -- | ----------------- | ----- | ------------------- |
|    | Italia (bandiera) | C     | Santo Parise        |
|    | Italia (bandiera) | P     | Giovanni Pascarella |
|    | Italia (bandiera) | A     | Egidio Pirozzi      |
|    | Italia (bandiera) | C     | Stefano Sacco       |
|    | Italia (bandiera) | C     | Giovanni Sannazzaro |
|    | Italia (bandiera) | D     | Giovanni Schettini  |
|    | Italia (bandiera) | D     | Vincenzo Schettini  |
|    | Italia (bandiera) | C     | Mario Simbolo       |
|    | Italia (bandiera) | C     | Attilio Sorbi       |
|    | Italia (bandiera) | D     | Diego Toledo        |
|    | Italia (bandiera) | C     | Gaetano Voza        |